# Maska (serial animowany)
Maska (ang. The Mask) – amerykański serial animowany na podstawie komiksu o tym samym tytule i jego adaptacji filmowej z Jimem Carreyem. W USA, seria była emitowana zarówno przez CBS, jak i poprzez syndykację.

## Fabuła
Serial stanowi luźną kontynuację filmu aktorskiego pod tym samym tytule. Stanley Ipkiss, który na co dzień jest zwykłym urzędnikiem bankowym, posiada starożytną maskę Lokiego, dzięki której po założeniu staje się herosem, dla którego nie ma rzeczy niemożliwych. Jego największymi wrogami są: Pretorius, Walter, Straszny Duet, Skillit i porucznik Kellaway.

## Bohaterowie

### Pozytywni
- Stanley Ipkiss / Maska – główny bohater serialu. Pracuje jako urzędnik bankowy, który często wpada w kłopoty. Miły, ale jednocześnie nieśmiały i słabowity, przez co inni nim pomiatają. Kiedy zakłada maskę Lokiego, staje się Maską, zwariowanym i dziecinnym zielonogłowym herosem o psotniczym usposobieniu. Jako Maska dla własnego ubawienia zakłada wrogom majtki na głowę.
- Peggy Brandt – reporterka tabloidu i przyjaciółka Stanleya. Jej ambicje zawodowe często stawiają ją w kompromitujących sytuacjach, z których ratuje ją Maska. Obiekt westchnień Maski. Jest zaradna w przechytrzaniu niektórych łotrów. W kilku sytuacjach nosiła maskę Lokiego, stając się narcystyczną wariatką mówiącą z brytyjskim akcentem.
- Milo – pies Stanleya rasy Jack Russell terrier. Jest bardzo lojalny wobec swego właściciela i na tyle inteligentny, by w stanie zrozumieć część ludzkiego języka. Początkowo obawiał się Maski z powodu jego nieprzewidywalności, z czasem jest bardziej ufny i lojalny wobec niego. Potrafi utrzymać Maskę w ryzach, do tego stopnia, że ten czasami go słucha. Często zakłada maskę Lokiego, stając się dziki i złośliwy.
- Charlie Schumacher – kierownik banku i przyjaciel Stanleya. Dumny ze swej pozycji i samolubny, często uganiający się za kobietami. Choć przyjaźni się ze Stanleyem, wielokrotnie go wykorzystuje i jest zazdrosny, gdy ten odnosi sukcesy. W tym celu Maska czyni go również celem jego psikusów, chociaż nadal traktuje go jako przyjaciela.
- Porucznik Kellaway – niezbyt sympatyczny policjant nienawidzący Maski. Uważa go za przestępcę i bezskutecznie próbuje go zaaresztować. Traktuje Ipkissa jako nieudacznika i podejrzewa go o bycie Maską. Wielokrotnie pada ofiarą dowcipów Maski.
- Detektyw Doyle – niezbyt mądry partner policyjny Kellawaya, bardziej skupiony na jedzeniu pączków niż na pracy. Jest dużo sympatyczniejszy od Kellawaya i w przeciwieństwie do niego nie widzi Maski jako zagrożenia, lecz również pada ofiarą jego dowcipów.
- Pani Agnes Peenman – wredna właścicielka mieszkania, w którym Stanley wynajmuje kawalerkę. Sąsiaduje bezpośrednio z Stanleyem. Jest chuda, zaniedbana i ma bardzo wrażliwy słuch. Nieustannie się czepia Stanleya i stosuje wobec niego przemocą słowną. Tak jak Kellaway staje się częstą ofiarą dowcipów Maski.
- Mortimer Tilton – burmistrz Edge City. W gruncie rzeczy jest sympatycznym człowiekiem, lecz jako polityk jest skorumpowany i często marnuje budżet miejski na parady i własne pomniki. Często irytuje się z powodu Maski, ale potrafi być mu wdzięczny za ocalanie miasta.
- Dzidziuś Forthwright – niemowlę sąsiadki Stanleya, którym czasem musi się zaopiekować podczas nieobecności matki. Czasami dziecko staje się nosicielem maski Lokiego.
- Francis Forthwright – matka dzidziusia Forthwrighta.
- Doktor Neuman – terapeuta Stanleya, któremu zwierza się ze wszystkiego. Ten jest przekonany, że Maska jest czymś na kształt wymyślonego przyjaciela swojego pacjenta i wyobrażeniem kogoś kim chciałby być.

### Negatywni
- Pretorius – arcywróg Maski. Szalony naukowiec pożądający maski Lokiego do wykorzystania swych nikczemnych planów. Innym celem jest zwiększanie coraz bardziej szalonych i śmiercionośnych eksperymentów naukowych. Jest cyborgiem z odłączającą się głową. Chłodny i nie tracący opanowania, nawet w obliczu działań Maski. Jedna z nielicznych osób znających prawdziwą tożsamość Maski.
- Walter – wielki mięśniak z rozciętymi ustami przypominający swoim wyglądem potwora Frankensteina, często pracujący dla Pretoriusa. Jest odporny na ból i działanie Maski, przez co jest jedną z nielicznych osób, którą Maska traktuje poważnie. Nigdy nie mówi.
- Straszny Duet – Dak i Eddie, dwa przygłupie nastolatki, którzy chcąc mieć supermoce poddali się promieniowaniu radioaktywnemu. Dak zmienił się w zmiennokształtnego potwora z kitu, a Eddie stał się rybą nie mającą żadnych supermocy. Parodie Wayne’a Campbella i Gartha Algara ze Świata Wayne’a.
- Lonnie Rekin – gangster o spiłowanych zębach i plerezie w kształcie płetwy rekina. Posiada gang motocyklowy, który powoduje chaos w Edge City.
- Pete – główny pomagier Lonniego i najchudszy z całego gangu. Zawsze znajduje wymówkę, by całą robotę odwalili jego potężniejsi koledzy.
- Skillit – niebezpieczny chochlik, który pożera cienie celem nabycia młodości. Zna każdego kto nosił maskę. Mimo że ma 4 tys. lat wygląda jakby miał 12 lat. Parodia Piotrusia Pana.
- Kablamis / Joe Blow – superprzestępca o mocy rozciągającego się balonu.
- Amelia Chronos – szalona naukowczyni chcąca władać światem poprzez manipulację czasem.

## Obsada głosowa
- Rob Paulsen – Maska / Stanley Ipkiss,
- Heidi Shannon – Peggy Brandt
- Frank Welker –
  - Milo,
  - dzidziuś Forthwright,
  - różne role
- Mark L. Taylor – Charlie Schumacher
- Neil Ross – por. Kellaway
- Jim Cummings –
  - det. Doyle,
  - Kablamis / Joe Blow,
  - różne role
- Tress MacNeille –
  - pani Peenman,
  - różne role
- Kevin Michael Richardson –
  - burmistrz Mortimer Tilton,
  - różne role
- Tim Curry – Pretorius
- Cam Clarke –
  - Człowiek z Kitu / Dak,
  - różne role
- Jeff Bennett –
  - Człowiek-Ryba / Eddie,
  - różne role
- Glenn Shadix – Lonnie Rekin
- Charlie Adler –
  - Pete,
  - różne role
- Jason Marsden – Skillit
- Victoria Carroll – Amelia Chronos
- Mary McDonald-Lewis – Francis Forthwright
- Ben Stein – doktor Neuman

## Wersja polska
Opracowanie wersji polskiej: Start International Polska

Reżyseria: Ewa Złotowska

Tekst piosenki czołówkowej: Marek Robaczewski

Dialogi polskie:
- Magdalena Dwojak (odc. 2, 47-48),
- Ewa Ziemska (odc. 3),
- Anna Celińska (odc. 9-15, 18-20, 25-26, 28, 32, 35, 37, 42, 44, 49, 51),
- Bartosz Wierzbięta (odc. 16-17, 21, 23, 38-39, 45-46, 52, 54),
- Katarzyna Orzeszek (odc. 22, 53),
- Agnieszka Zwolińska (odc. 27, 50),
- Hanna Górecka (odc. 40)

Dźwięk i montaż:
- Janusz Tokarzewski (odc. 2-3, 11-23, 25-28, 32, 47-50, 53),
- Paweł Zajączkowski (odc. 9-10),
- Jerzy Wierciński (odc. 35, 37-40, 42, 44-46, 51-52, 54)

Kierownictwo muzyczne: Marek Klimczuk

Kierownik produkcji: Bogumiła Adler

Udział wzięli:
- Jacek Kopczyński – Maska / Stanley Ipkiss,
- Agnieszka Maliszewska – Peggy Brandt
- Jacek Sołtysiak –
  - Charlie Schumacher,
  - Stinko (odc. 51)
- Janusz Bukowski – por. Kellaway (oprócz odc. 10-11, 15)
- Piotr Grabowski – det. Doyle (sezon I, oprócz odc. 11, 15)
- Cezary Kwieciński –
  - det. Doyle (odc. 11, 15),
  - Chet Bozzack (odc. 14)
- Arkadiusz Jakubik –
  - det. Doyle (sezony II-III),
  - burmistrz Mortimer Tilton,
  - Lonnie Rekin (odc. 6),
  - profesor
- Agata Gawrońska-Bauman –
  - pani Peenman,
  - dziennikarka (odc. 11),
  - chłopiec (odc. 15),
  - Jennifer w wyobrażeniach Stanleya (odc. 22),
  - Kobieta Smok (odc. 48),
  - Paceley (odc. 52)
- Włodzimierz Bednarski –
  - Pretorius,
  - burmistrz Mortimer Tilton (odc. 10),
  - Doktor Morda (odc. 52)
- Radosław Pazura – Człowiek z Kitu / Dak (oprócz odc. 11, 15)
- Artur Kaczmarski – Człowiek-Ryba / Eddie (oprócz odc. 11, 15)
- Tomasz Bednarek –
  - Pete,
  - strażnik (odc. 17),
  - Crisco (odc. 18),
  - Ace Ventura (odc. 54)
- Ryszard Olesiński –
  - Skillit,
  - Człowiek-Ryba / Eddie (odc. 11, 15),
  - Chuck (odc. 12),
  - bywalec speluny #1 (odc. 14)
- Jarosław Boberek –
  - Kablamis / Joe Blow (oprócz odc. 30),
  - barman speluny (odc. 14),
  - Don Włamywacz (odc. 15),
  - ojciec chłopca (odc. 15)
- Adam Bauman –
  - doktor Neuman,
  - weterynarz
- Izabella Dziarska –
  - dziewczynka (odc. 3),
  - przerażona kobieta (odc. 3)
- Iwona Rulewicz –
  - Violet (odc. 8, 28),
  - Davida (odc. 53)
- Wojciech Machnicki –
  - por. Kellaway (odc. 10-11, 15),
  - sierżant Cole (odc. 44)
- Andrzej Gawroński –
  - bandyta (odc. 10),
  - Człowiek-jaszczurka z Vermont (odc. 11),
  - człowiek Agenta X (odc. 11),
  - dziennikarz radiowy (odc. 11),
  - strażnik więzienny (odc. 15)
- Jacek Jarosz – Agent X (odc. 11)
- Jerzy Mazur –
  - Człowiek z Kitu / Dak (odc. 11, 15),
  - śmieciarz (odc. 14),
  - bywalec speluny #2 (odc. 14)
- Mieczysław Gajda – Crosby (odc. 11)
- Joanna Wizmur – Wilhelmina (odc. 12)
- Mikołaj Müller – święty Mikołaj (odc. 15)
- Maria Winiarska –
  - Amelia Chronos (odc. 16),
  - Jennifer / Gorgonzola (odc. 22)
- Paweł Szczesny –
  - burmistrz Mortimer Tilton (odc. 17-18),
  - naukowiec #2 (odc. 23)
- Robert Tondera –
  - Beauregard Klakson (odc. 17),
  - Gill,
  - Harold
- Izabela Dąbrowska –
  - Francis Forthwright (odc. 17),
  - panna Bum-bum (odc. 18),
  - reporterka telewizyjna (odc. 22),
  - naukowczyni (odc. 23)
- Zbigniew Konopka – Lonnie Rekin (odc. 20)
- Dariusz Odija – Serfer / Raymond Nielsen (odc. 21)
- Piotr Zelt –
  - policjant (odc. 22),
  - strażnik muzealny (odc. 23)
- Paweł Iwanicki –
  - punk (odc. 22),
  - łobuziak (odc. 23)
- Piotr Plebańczyk (odc. 22)
- Katarzyna Skolimowska (odc. 23)
- Mirosław Zbrojewicz –
  - Obcy,
  - Jet,
  - Cyberglina,
  - Wirus,
  - Tex Cluber (odc. 42),
  - Lonnie Rekin (odc. 44),
  - Stu Schpeeler (odc. 51)
- Jacek Bończyk –
  - komputer,
  - Pinko (odc. 51),
  - Porley (odc. 52)
- Marek Frąckowiak –
  - tata,
  - śmieciarz (odc. 23),
  - Bub (odc. 27),
  - Baxter Simon (odc. 42),
  - Robowoj (odc. 48),
  - Rod
- Andrzej Niemirski – Clem (odc. 26)
- Anna Apostolakis –
  - Amelia Chronos (odc. 28),
  - Madame Suspiria (odc. 35),
  - Rebeliantka,
  - Cecylia Hermetyczna
- Jarosław Domin –
  - Fritz Burza (odc. 32),
  - Wodniak (odc. 48)
- Wojciech Paszkowski – sir Andrew Wymoczek (odc. 37)
- Mieczysław Morański –
  - urzędnik,
  - Kablamis / Joe Blow (odc. 30),
  - sprzedawca komiksów (odc. 48)
- Elżbieta Bednarek –
  - Selina (odc. 45),
  - lekarka
- Agnieszka Kunikowska – Snot (odc. 51)
- Robert Czebotar
- Tomasz Jarosz
- Jan Kulczycki
- Małgorzata Puzio
- Józef Mika
- Marek Robaczewski
- Daniel Zawadzki

i inni
Piosenkę tytułową śpiewał:
- Marcin Kudełka (odc. 1-15)
- Jacek Bończyk (odc. 16-54)

Piosenki w odcinkach 37 i 51 śpiewali: Jacek Bończyk, Jacek Kopczyński, Wojciech Paszkowski
Lektor:
- Janusz Bukowski (odc. 1-6),
- Piotr Borowiec (odc. 9-15),
- Wojciech Paszkowski (odc. 16-54)

## Spis odcinków
| Nr                                               | Polski tytuł                            | Angielski tytuł                              |
| ------------------------------------------------ | --------------------------------------- | -------------------------------------------- |
|                                                  |                                         |                                              |
| SERIA PIERWSZA                                   |                                         |                                              |
|                                                  |                                         |                                              |
| 01                                               | Maska wkracza do akcji                  | The Mask Is Always Greener on the Other Side |
| 02                                               | Maska wkracza do akcji                  | The Mask Is Always Greener on the Other Side |
|                                                  |                                         |                                              |
| 03                                               | Pożeracz cieni                          | Shadow of a Skillit                          |
|                                                  |                                         |                                              |
| 04                                               | Bliźniacza maska                        | Sister Mask                                  |
|                                                  |                                         |                                              |
| 05                                               | Straszny duet                           | The Terrible Twos                            |
|                                                  |                                         |                                              |
| 06                                               | Szalona jazda dzieciaka                 | Baby’s Wild Ride                             |
|                                                  |                                         |                                              |
| 07                                               | Polowanie na żonę                       | Bride of Pretorius                           |
|                                                  |                                         |                                              |
| 08                                               | Szalony Stanley                         | Double Reverse                               |
|                                                  |                                         |                                              |
| 09                                               | Psychiatra na luzie                     | Shrink Rap                                   |
|                                                  |                                         |                                              |
| 10                                               | Maska na burmistrza                     | Mayor Mask                                   |
|                                                  |                                         |                                              |
| 11                                               | Maska z Marsa                           | Martian Mask                                 |
|                                                  |                                         |                                              |
| 12                                               | Ile kosztuje ten pies w puszce?         | How Much Is That Dog in the Tin Can?         |
|                                                  |                                         |                                              |
| 13                                               | Powrót z Krainy Cieni                   | All Hallow’s Eve                             |
|                                                  |                                         |                                              |
| 14                                               | Rozdwojona Maska                        | Split Personality                            |
|                                                  |                                         |                                              |
| 15                                               | Wesołych Świąt                          | Santa Mask                                   |
|                                                  |                                         |                                              |
| SERIA DRUGA                                      |                                         |                                              |
|                                                  |                                         |                                              |
| 16                                               | Powrót do teraźniejszości               | A Comedy of Eras                             |
|                                                  |                                         |                                              |
| 17                                               | Zielony medalista                       | Goin’ for the Green                          |
|                                                  |                                         |                                              |
| 18                                               | Pogoń za piórkiem                       | Flight as a Feather                          |
|                                                  |                                         |                                              |
| 19                                               | Dobry, zły i super ryba                 | The Good, the Bad and the Fish Guy           |
|                                                  |                                         |                                              |
| 20                                               | Napad                                   | Malled                                       |
|                                                  |                                         |                                              |
| 21                                               | Tele-serfer                             | Channel Surfin’                              |
|                                                  |                                         |                                              |
| 22                                               | Maska serowa                            | Mask au Gratin                               |
|                                                  |                                         |                                              |
| 23                                               | Maska Jurajska                          | Jurassic Mask                                |
|                                                  |                                         |                                              |
| 24                                               | Powinieneś grać w filmach               | You Oughta Be in Pictures                    |
|                                                  |                                         |                                              |
| 25                                               | Maska w kosmosie                        | For All Mask Kind                            |
|                                                  |                                         |                                              |
| 26                                               | Nad rzeczką                             | Up the Creek                                 |
|                                                  |                                         |                                              |
| 27                                               | Piekielny pojedynek                     | Boogie with the Man                          |
|                                                  |                                         |                                              |
| 28                                               | De ja vu                                | What Goes Around Comes Around                |
|                                                  |                                         |                                              |
| 29                                               | Niech żyje Maska                        | All Hail the Mask                            |
|                                                  |                                         |                                              |
| 30                                               | Siła sugestii                           | Power of Suggestion                          |
|                                                  |                                         |                                              |
| 31                                               | Pan Maska jedzie do Waszyngtonu         | Mr. Mask Goes to Washington                  |
|                                                  |                                         |                                              |
| 32                                               | Deszcz strachu                          | Rain of Terror                               |
|                                                  |                                         |                                              |
| 33                                               | Mroczna afera                           | The Mother of All Hoods                      |
|                                                  |                                         |                                              |
| 34                                               | Żądlić czy nie żądlić, oto jest pytanie | To Bee or Not to Bee                         |
|                                                  |                                         |                                              |
| 35                                               | Trunek miłości                          | Love Potion #8 1/2                           |
|                                                  |                                         |                                              |
| 36                                               | Skazany za niewinność                   | Cool Hand Mask                               |
|                                                  |                                         |                                              |
| 37                                               | Broadwayowska zaraza                    | Broadway Malady                              |
|                                                  |                                         |                                              |
| 38                                               | Cienie i blaski sławy                   | Enquiring Masks Want to Know                 |
|                                                  |                                         |                                              |
| 39                                               | Maska w przyszłości                     | Future Mask                                  |
|                                                  |                                         |                                              |
| 40                                               | Przeznaczenie                           | Sealed Fate                                  |
|                                                  |                                         |                                              |
| 41                                               | Anioły chcą mi zabrać maskę             | (Angels Wanna Wear My) Green Mask            |
|                                                  |                                         |                                              |
| 42                                               | Łowcy nagród                            | Mutiny of the Bounty Hunters                 |
|                                                  |                                         |                                              |
| 43                                               | Seans zła                               | Convention of Evil                           |
|                                                  |                                         |                                              |
| 44                                               | Maska do woja                           | The Green Marine                             |
|                                                  |                                         |                                              |
| 45                                               | Fałszywa poszlaka                       | Counterfeit Mask                             |
|                                                  |                                         |                                              |
| SERIA TRZECIA                                    |                                         |                                              |
|                                                  |                                         |                                              |
| 46                                               | Mała Wielka Maska                       | Little Big Mask                              |
|                                                  |                                         |                                              |
| 47                                               | Na tropie wirusa                        | Fantashtick Voyage                           |
|                                                  |                                         |                                              |
| 48                                               | Przybyli ze środka księgi               | They Came from Within                        |
|                                                  |                                         |                                              |
| 49                                               | Mieć albo nie mieć                      | To Have and Have Not Snot                    |
|                                                  |                                         |                                              |
| 50                                               | Tajemniczy rejs                         | Mystery Cruise                               |
|                                                  |                                         |                                              |
| 51                                               | Maska i Głupolototsi                    | The Goofalotatots                            |
|                                                  |                                         |                                              |
| 52                                               | Planeta świń                            | When Pigs Ruled the Earth                    |
|                                                  |                                         |                                              |
| 53                                               | Sztuka magika                           | Magic                                        |
|                                                  |                                         |                                              |
| 54                                               | Transfer mózgu                          | The Aceman Cometh                            |
|                                                  |                                         |                                              |
| CROSSOVER (z serialem Ace Ventura: Psi detektyw) |                                         |                                              |
|                                                  |                                         |                                              |
| 2x13                                             | --brak emisji--                         | Have Mask, Will Travel                       |
|                                                  |                                         |                                              |

## Dystrybucja w Polsce
Na początku Imperial wydał pierwsze 6 odcinków serialu na VHS. Następnie serial pojawił się na Canal+. Był to jak dotąd cały pierwszy sezon (pierwsze 6 odcinków z dubbingiem VHS oraz reszta odcinków z dubbingiem na zlecenie Canal+). Potem serial zaczął emitować Cartoon Network, wykorzystując dubbing do całego pierwszego sezonu wykupiony od Canal+, plus drugi i trzeci sezon zdubbingowane już dla Cartoon Network. Później serial był emitowany już w całości na TVN i od 4 września 2006 roku na Boomerangu. Serial ten był także emitowany na kanale Polsat, ale w odróżnieniu od pozostałych kanałów, był on nadawany w wersji z lektorem zamiast z dubbingiem. W wersji Polsatu lektorem był Janusz Kozioł.